# Збройні сили СРСР
Збройні сили СРСР, також відомі як Збройні сили Союзу Радянських Соціалістичних Республік та Збройні сили Радянського Союзу (рос. Вооружённые Силы Союза Советских Социалистических Республик, Вооружённые Силы Советского Союза) — відносяться до збройних сил РРФСР (1917–1922) та Радянського Союзу (1922–1991) від їх заснування у вирі Громадянської війни у Росії до розпуску у грудні 1991 року.

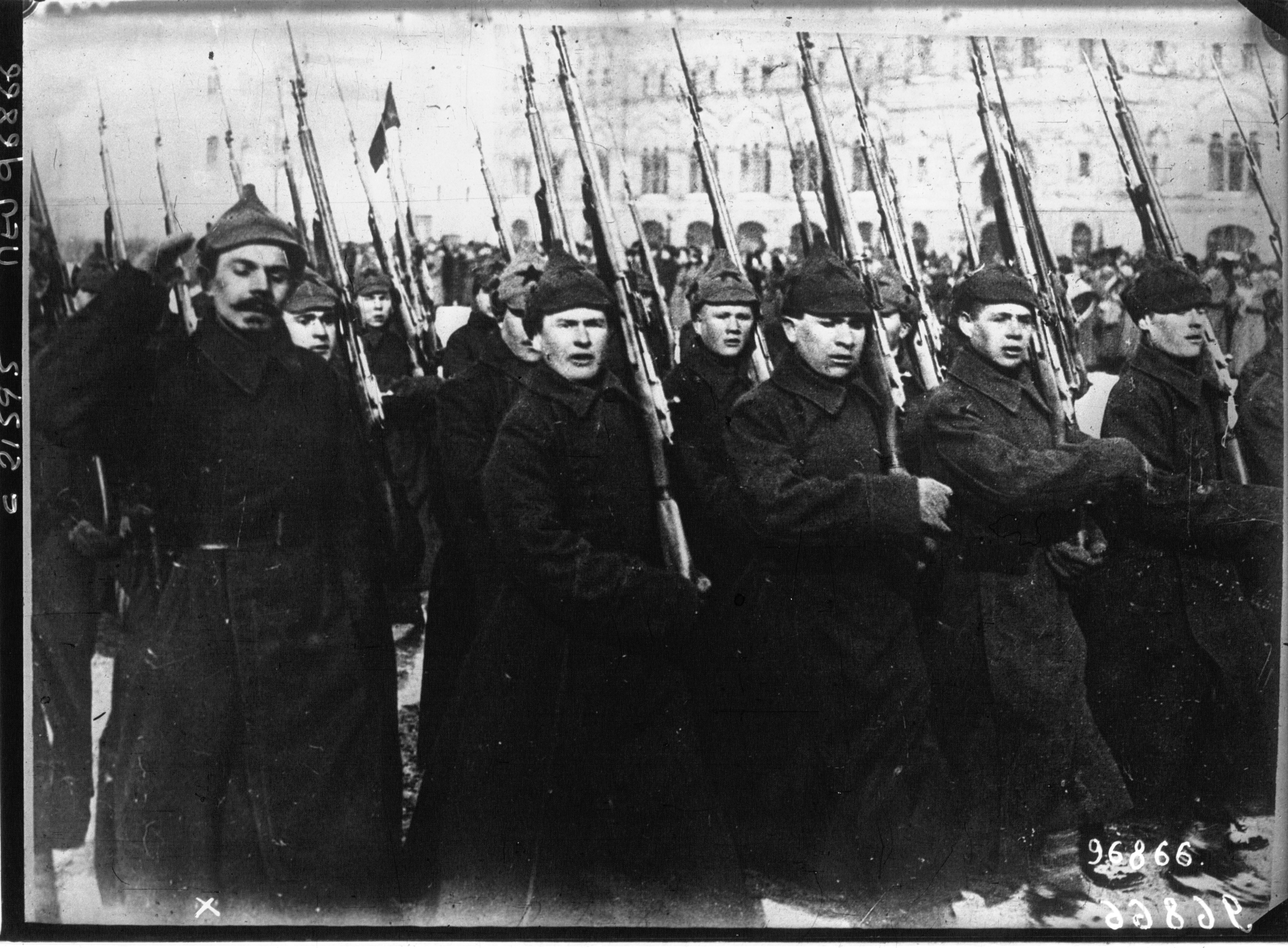
Парадний розрахунок Червоної армії у Москві у 1922 році

За законом про всесоюзний військовий обов'язок від вересня 1925 року, Збройні сили Радянського Союзу складалися з п'яти компонентів: сухопутних військ, повітряних сил, флоту, ВНК (ОДПУ) та конвойних сил. ОДПУ пізніше було виділено у незалежну структура та об'єднано із НКВС у 1934 році таким чином, що її внутрішні війська опинились під об'єднаним командуванням комісаріатів оборони та внутрішніх справ. Після Другої світової війни були утворені Ракетні війська стратегічного призначення (1959), Війська ППО (1948) та всесоюзні сили національної цивільної оборони (1970), із розміщенням на першій, третій та шостій позиціях відповідно офіційного радянського визначення відносної важливості (із сухопутними військами на другому місці, повітряні сили четвертими та флот п'ятим).

## Склад
До складу Збройних Сил входили:
- Центральні органи військового управління,
- Радянська армія (до лютого 1946 називалася Робітничо-селянська Червона армія:
  - Сухопутні війська,
  - Військово-повітряні сили,
  - Війська протиповітряної оборони,
  - Ракетні війська стратегічного призначення,
  - Війська цивільної оборони,
- Військово-морський флот;
- Тил Збройних Сил;
- Прикордонні війська КДБ СРСР;
- Внутрішні війська МВС СРСР

До середини 1980-х років Збройні Сили СРСР були одними з найбільших у світі за чисельністю, володіли великим запасом ядерної та хімічної зброї, і розвиненою системою її доставки. Крім цього, мали найбільші танкові угруповання на Землі — близько 60 тисяч танків і бронемашин.

## Зовнішні посилання
- About The Soviet Armed Forces  [Архівовано 3 червня 2021 у Wayback Machine.]
- Losses Suffered by USSR Armed Forces in Wars, Combat Operations, and Military Conflicts [Архівовано 2 листопада 2015 у Wayback Machine.]